# Grb Istre
Grb Istre temelji se na jednom od povijesnih grbova Istre iz 19. stoljeća. Predložak za likovno rješenje grba preuzet je iz knjige Städte-Wappen von Österreich austrijskog heraldičara K. Linda iz 1885. godine. Likovno rješenje sadašnjeg grba usvojila Županijska skupština Istarske županije 1. srpnja 2002. godine: „u plavome na desno (heraldički) okrenuta zlatna/žuta koza s crvenim papcima i rogovima”. Grb Istre nalazi se i u štitu u kruni grba Republike Hrvatske.

## Povijesni razvoj
Koza, odnosno jarac zabilježeni su kao simbol Istre još u starorimsko doba, međutim od pojave grbova u Europi pa sve do 19. stoljeća Istra nije bila jedinstvena politička cjelina, stoga i nije postojao njezin službeni grb. Ipak, postoje dokazi o upotrebi grba s kozom u polju (s različitim inačicama položaja koze i boja u štitu) kao neslužbenoga simbola poluotoka ili samo njegova austrijskog dijela. Konačnim oblikovanjem Markgrofovije Istre (1860.) nastaje i njezin grb: u plavom polju zlatna koza s crvenim papcima i rogovima. Kao dio grba krunovine Austrijsko primorje nalazio se u donjem lijevom polju. Taj je grb bio simbol Istre i za talijanske vlasti, ali je nakon pripojenja Jugoslaviji iščeznuo.
Od ustroja Istarske županije, Županija imala je dug put pri usvajanju svog današnjeg grba. Demokratskim se promjenama grb vraća u upotrebu, isprva kao neslužbeni. Skupština Županije istarske donijela je 3. listopada 1994. odluku o županijskom grbu. Po donošenju Odluke o grbu, zastavi i imenu Županije Istarske od 7. kolovoza 1995. godine u uporabi je bio grb koji je na plavoj podlozi štita imao zlatnu kozu s crvenim rogovima i papcima, u prolazu na desno, s glavom blago okrenuto promatraču koja stoji na vrhovima tri zelena brežuljka, s krunom koja ima oblik zlatnog obruča ukrašen dragim kamenjem s glatkim obrubima na rubovima, i koji obuhvaća dvije grančice, jednu maslinovu i jednu hrastovu, koje izlaze iz krune, i ukrašene padaju preko ruba. Godine 1997. Županijska skupština donosi Odluku o izmjeni Odluke o grbu, zastavi i imenu Istarske županije, u kojoj se grb opisuje na sljedeći način: „Kao osnova grba uzet je štit sunitskog oblika. Glavni motiv u štitu je koza, zlatna s plameno crvenim rogovima i papcima, koji su rogovi šiljati i blago savijeni pri vrhovima, u prolazu u lijevo, s glavom blago okrenuto promatraču koja stoji na tri srebrna brežuljka, na tamno plavoj pozadini. Vime koze je naglašeno. Štit nadsvođuje kruna sačinjena od zlatnog obruča ukrašenog dragim kamenjem, unutar koje se križaju dvije grane maslinova i hrastova i padaju preko rubova krune.” Kruna iznad štita izgledom je podsjećala na krunu kakvu rabe talijanske pokrajine u svojim grbovima. Ministarstvo uprave nije prihvatilo takva rješenja. Naposljetku je 2002. usvojena inačica grba koja je u uporabi i danas.

## Vanjske poveznice
- The Fame - znanstveno proučavanje zastava i grbova